# أليروي (سيسينيجا)
أليروي (بالروسية: Аллерой) هي مدينة في جمهورية الشيشان في روسيا. ويبلغ عدد سكانها حوالي 11036 نسمة.